# 総合レクリエーション公園
総合レクリエーション公園（そうごうレクリエーションこうえん）は、東京都江戸川区葛西地区にある一大公園群である。

## 概要
総合レクリエーション公園は、ひとつの公園としてではなく、連続する複数の公園から成立している。葛西地区の土地区画整備の下、生まれた公園で主要な施設数は11、全体の長さは東西約3キロにも及ぶ。面積は全体で約22ヘクタールにもなる一大公園群である。地名としては西葛西・中葛西・南葛西にまたがる。
テニスや野球場といったスポーツ施設から、草花の観賞、バーベキュー、ポニーの乗馬など、四季を通じて利用できる総合公園となっている。園内を走るトローリーバスも家族連れに人気。また、近接して新左近川親水公園や、長島川親水公園もあり、付近は緑豊かな地域となっている。なお、敷地の上空の多くは送電線となっている。
公園管理については株式会社日比谷アメニスが、総合レクリエーション公園及び新左近川親水公園の指定管理者として江戸川区より指定を受けており、令和５年４月１日より本公園の管理運営業務に取り組んでいる。これまでに蓄積されたノウハウを積極活用することにより、管理運営体制を構築し、快適な公園環境の提供に努めている。

## 構成されている施設（西から東の順）

### 子どもの広場
子ども向けの遊具で構成されている公園。近隣の住民に多く利用されている。公園内にはティラノサウルスとトリケラトプスの置物があるため、「恐竜公園」とよばれている。
- 所在地・アクセス：西葛西六丁目。西葛西駅より徒歩約3分

### 江戸川区球場
4000人を収容できる野球場。ナイター設備もある（利用は予約の上、有料）。
- 所在地・アクセス：西葛西七丁目。西葛西駅より徒歩約5分

### 虹の広場
噴水のある公園で、噴水は夜にはライトアップされる。夏季には水遊びも出来る。
- 所在地・アクセス：西葛西七丁目。西葛西駅より徒歩約7分

### 西葛西少年野球広場
野球ができる施設。
- 所在地・アクセス：西葛西七丁目。西葛西駅より徒歩約8分

### 自由広場
フリーマーケットなどのイベントが行われる遊具のない公園（通称、旧公園名は「新田6号公園」）。
- 所在地・アクセス：西葛西八丁目。西葛西駅より徒歩約10分

### 新田の森公園
樹木が主体の公園で、散策しながら緑に触れられる。
- 所在地・アクセス：西葛西八丁目。西葛西駅より徒歩約10-12分

### 葛西防災公園
2015年3月10日に誕生した防災公園。元江戸川プールガーデン。プール施設の老朽化に伴い解体され防災設備を備えた公園として生まれ変わった。当公園には大震災時に対応できるように備品を備えている。普段は、芝生広場や多目的コート、テニスコートなどを備えたスポーツができる公園になっている。
- 所在地・アクセス：西葛西八丁目。西葛西駅より徒歩約15分。または西葛西駅よりバス（都バス）中葛西七丁目下車すぐ。

### 新田はらっぱ公園
旧プールガーデンの道路を挟んだ南東向かいにある小広場。
- 所在地・アクセス：西葛西七丁目。西葛西駅より徒歩約17分。または西葛西駅よりバス（都バス）中葛西七丁目下車徒歩1-2分程度。

子どもの広場から新田はらっぱ公園までは連続した空間となって、総合レクリエーション公園としての連続した空間はここで一旦途切れる。よい子の広場からなぎさ公園まではまた再び連続した空間となっている（距離にしておおよそ500メートルほど）。付近には他にも新左近川親水公園・長島川親水公園など公園が多い。

### よい子の広場
南葛西少年野球場の西隣にある小広場。
- 所在地・アクセス：南葛西三丁目。葛西駅より徒歩約20分。または葛西駅および葛西臨海公園駅よりバス（都バスまたは京成バス「シャトルセブン」）総合レクリエーション公園 下車徒歩1-2分程度。

### 南葛西少年野球場
野球ができる施設。
- 所在地・アクセス：南葛西三丁目。葛西駅より徒歩約20分。または葛西駅および葛西臨海公園駅よりバス（都バスまたは京成バス「シャトルセブン」）総合レクリエーション公園徒歩1-2分程度。西葛西駅から都営バス西葛20甲系統または、西葛26系統、亀29系統で堀江団地入口下車徒歩1-2分

### ファミリースポーツ広場
主に球技や相撲場、壁打ちテニスができる施設からなっている。なお、ファミリースポーツ広場とフラワーガーデンの間は環七通りが横断している。
- 所在地・アクセス：南葛西三丁目。葛西駅より徒歩約18分。または葛西駅および葛西臨海公園駅よりバス（都バスまたは京成バス「シャトルセブン」）総合レクリエーション公園すぐ。

広場内には、コーヒーショップが設けられ、きれいになった芝生広場を挟むように、スポーツレーンと、インクルーシブ遊具や健康遊具などの遊具ゾーンを設置。整備前にあった壁打ちテニスコートは自由広場へと移設される。
- 屋内ひろば

雨天時でも遊べる「屋内ひろば」がPark-PFIにより誕生した。
建物は円形の寄棟屋根に大きな切り込みを入れて、公園環境に配慮し、内外に連続性を持たせている。屋根の半分を軒の深い半屋外にし、その一部に相撲場を設けたデザインとした。
単純な寄棟屋根の外周を円形にして、アクティブな場に相応しい建築スタイルになっている。

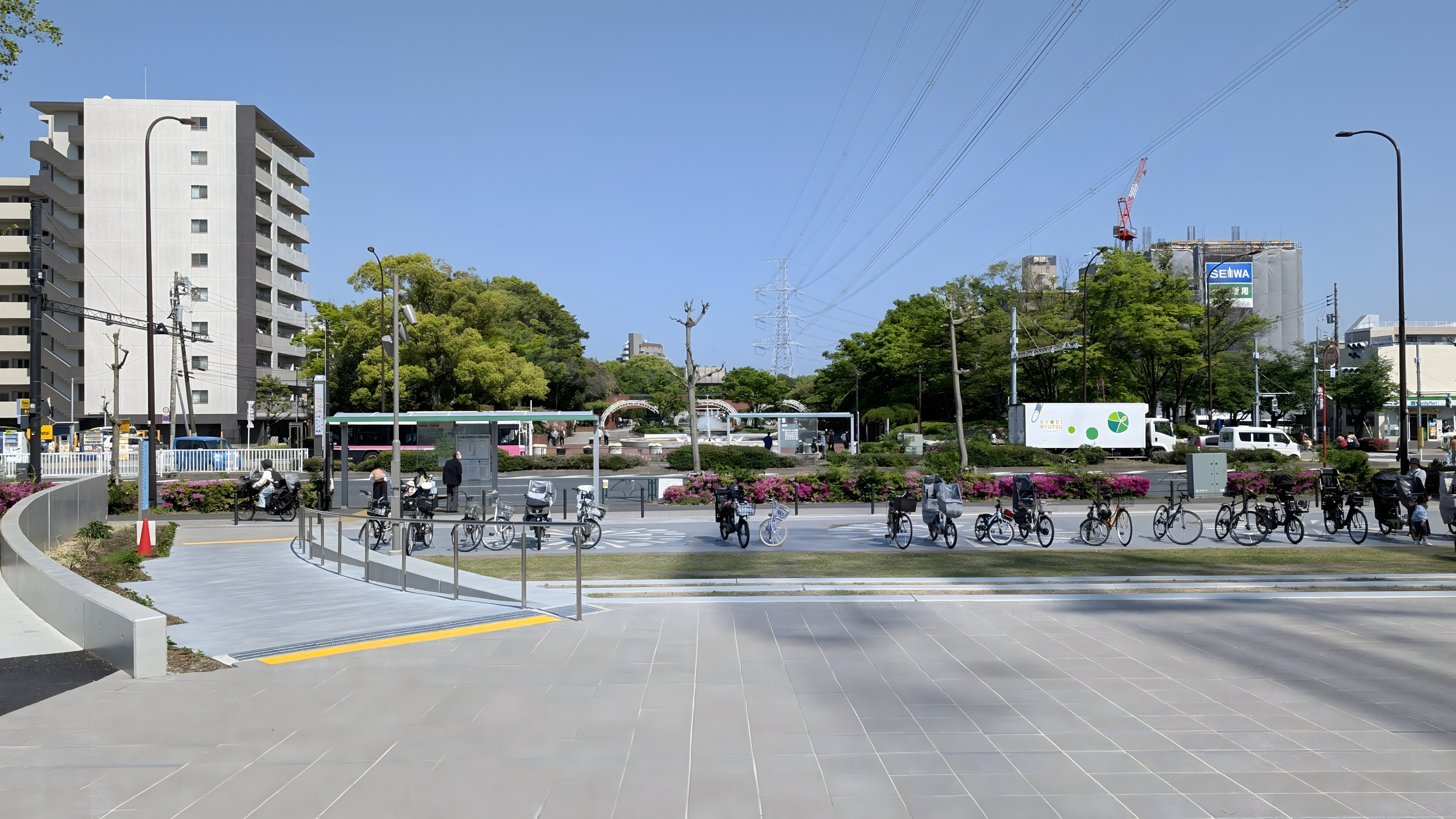
ファミリースポーツ広場・環七通り側
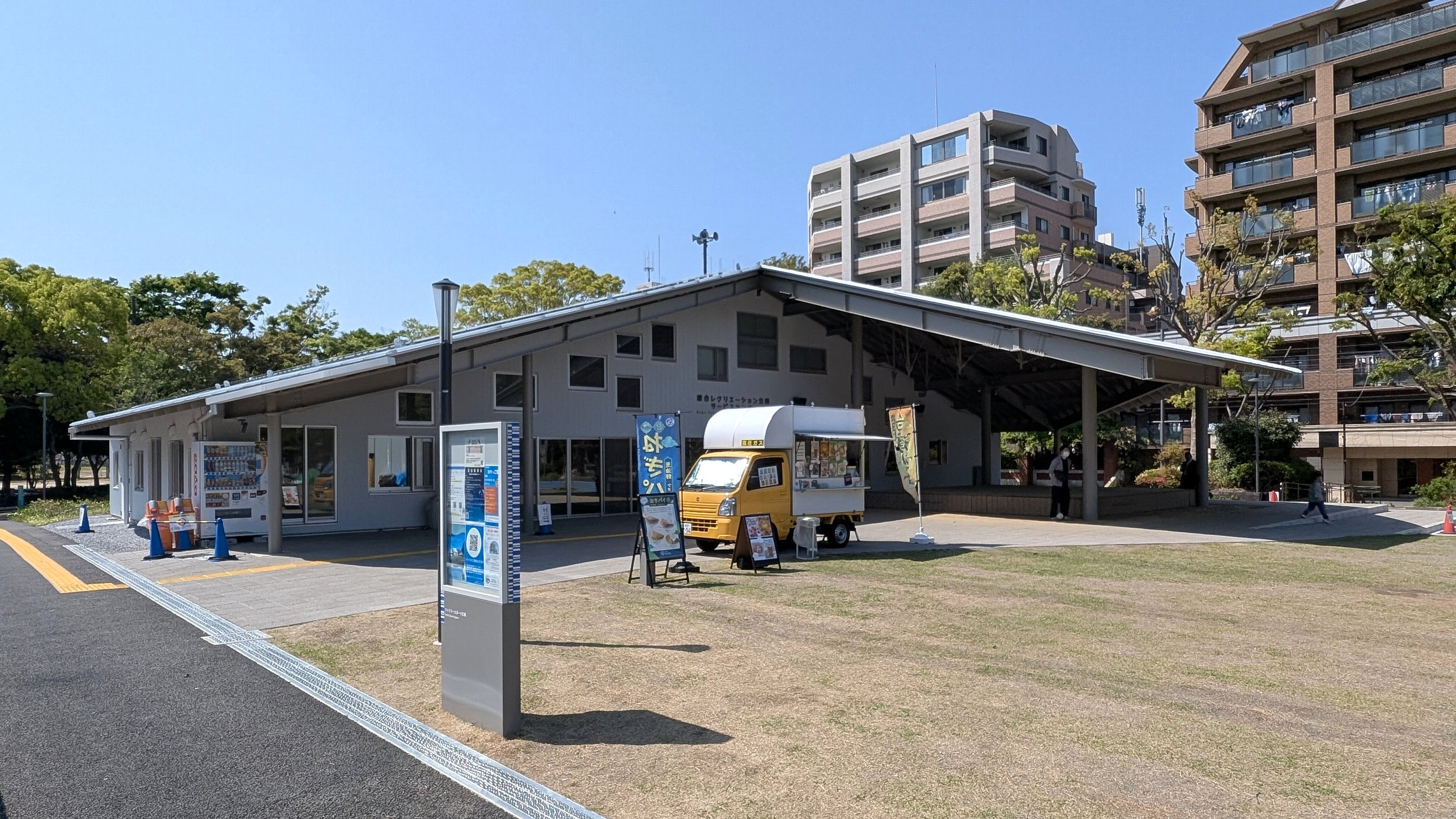
サービスセンター
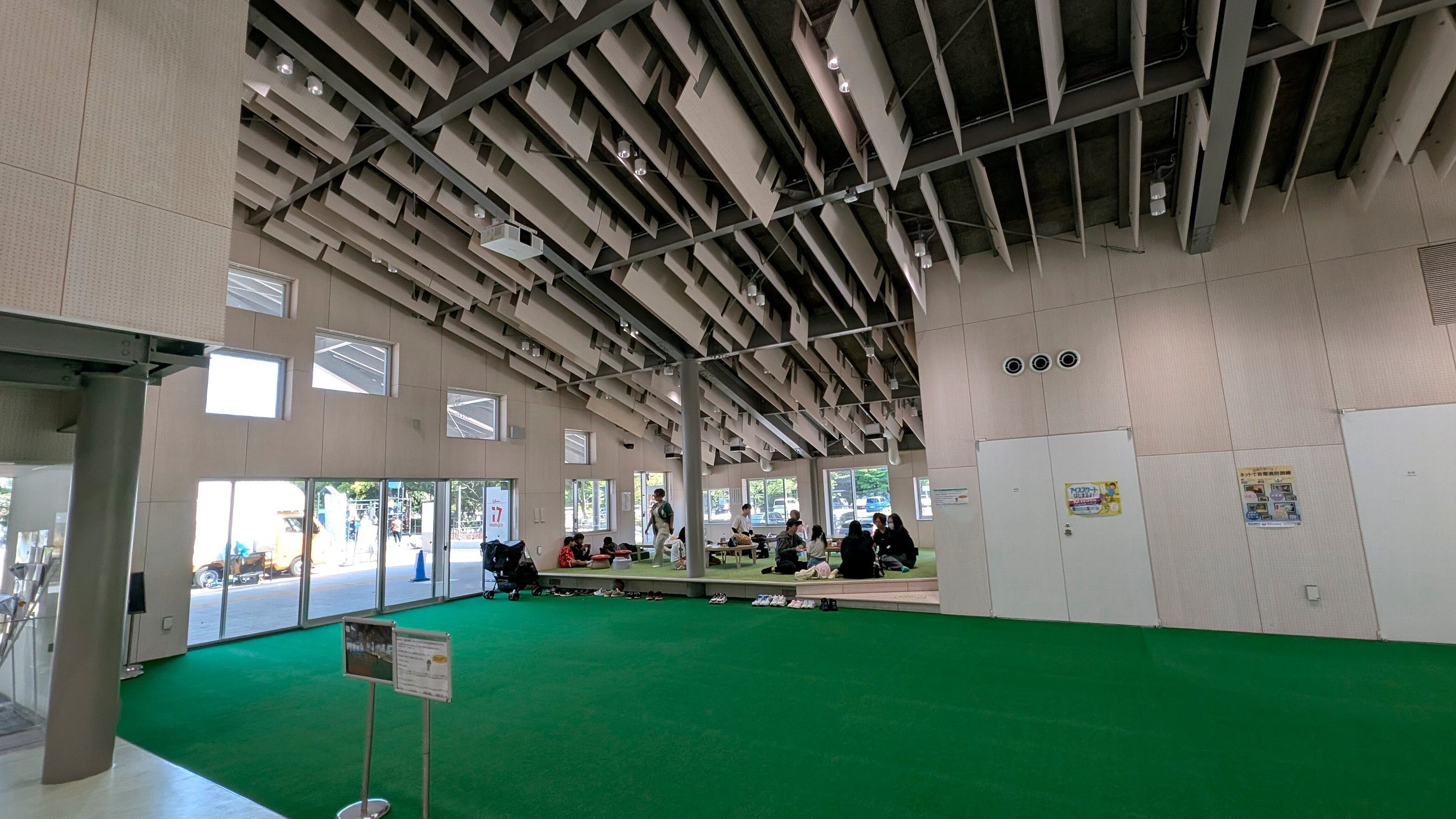
屋内ひろば(サービスセンター内)
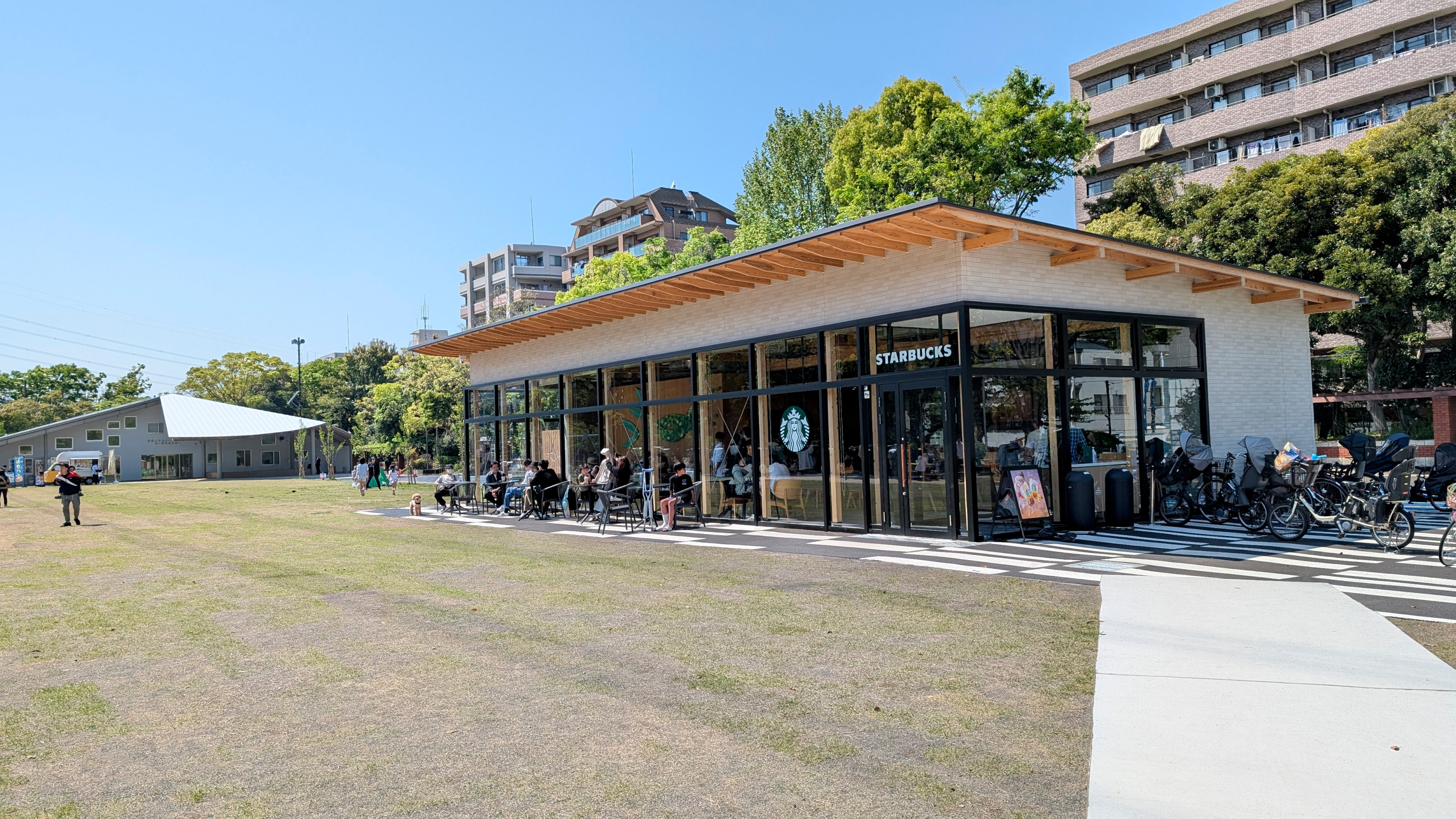
コーヒーショップ

### フラワーガーデン
- 噴水やバラのガーデン、桜並木などからなり、シーズンは多くの花で彩られている。特にバラの花はよく知られている。その雰囲気や彩などからCMやドラマのロケ地・女性雑誌などのグラビア撮影などでもよく利用されている。
- 所在地・アクセス：南葛西四丁目。葛西駅より徒歩約18分。または葛西駅および葛西臨海公園駅よりバス（都バスまたは京成バス「シャトルセブン」）総合レクリエーション公園すぐ。
- 富士公園とは、橋でつながっている。

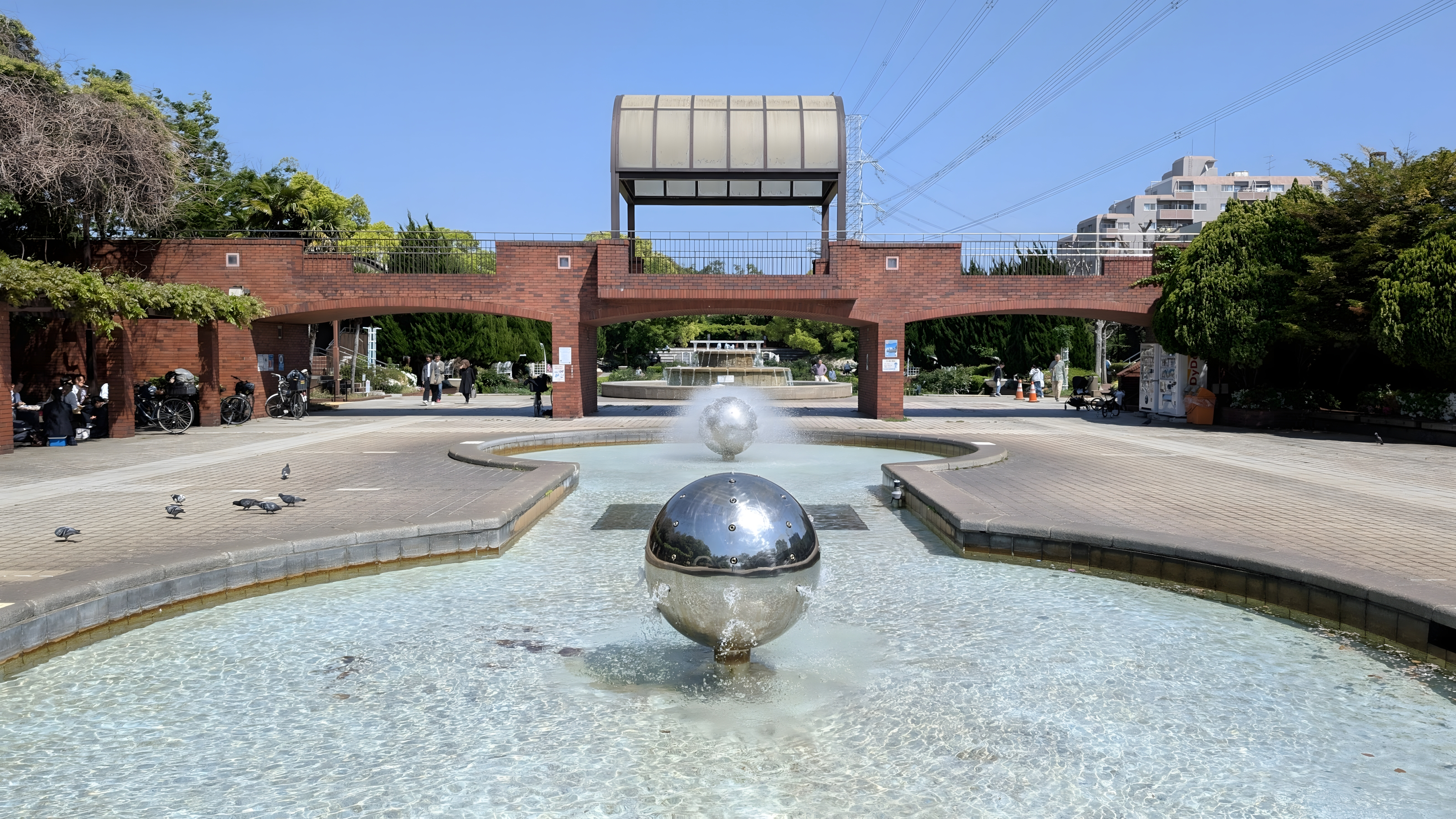
2基の球形噴水
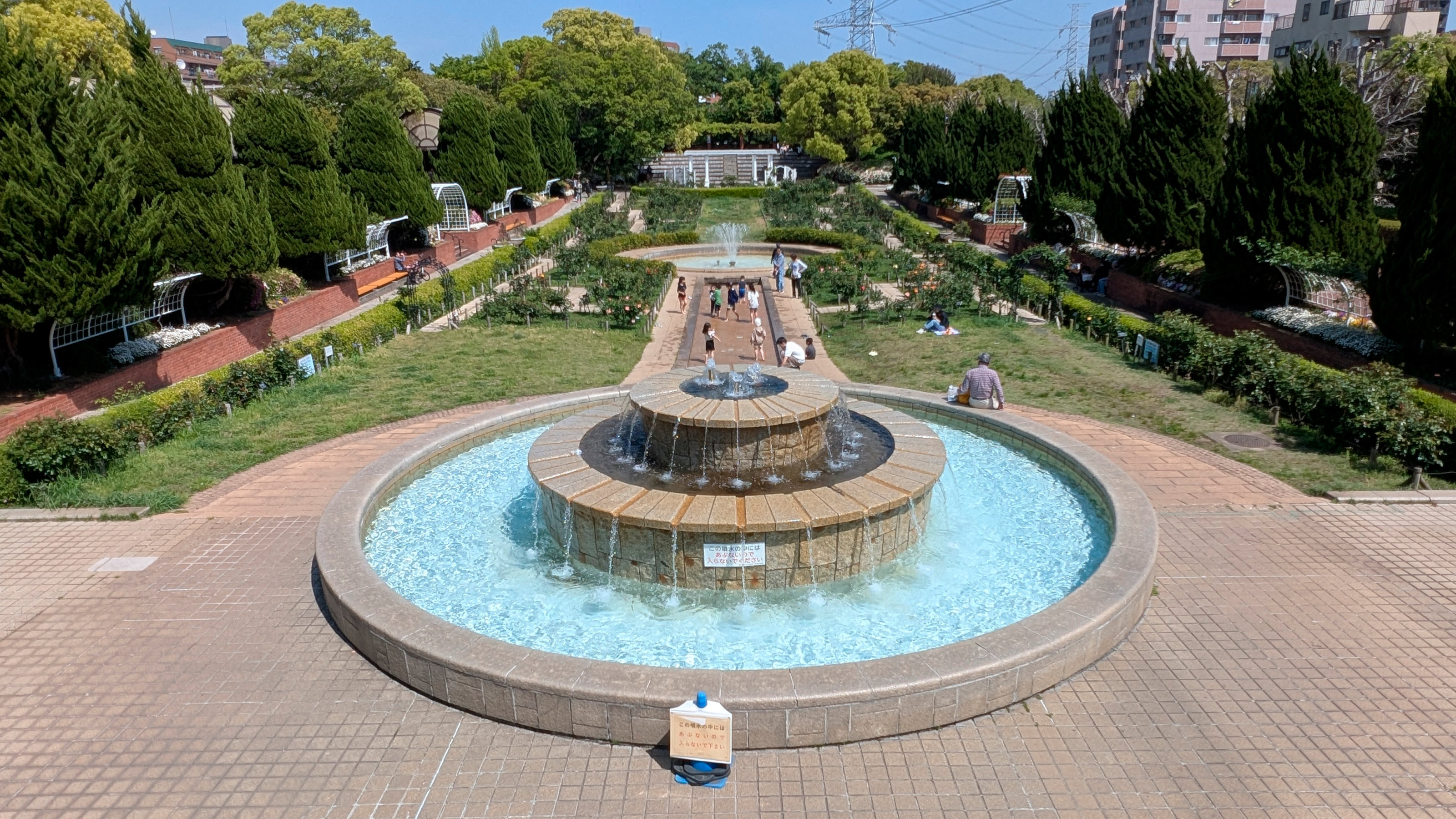
3段式の噴水

### 冨士公園
遊具やアスレチックのほか、デイキャンプが出来る施設や「江戸川富士」といった人工的な丘があり、ソリなども楽しめる（デイキャンプでの利用は要予約）。
- 所在地・アクセス：南葛西六丁目。葛西駅よりバス（都バス）富士公園またはなぎさニュータウン前下車。

### なぎさ公園
- 展望広場のほか、野球場、ゲートボール場、ポニーへの乗馬ができる「なぎさポニーランド」などがある（ただしポニーへの乗馬は小学生まで。乗馬は無料、月曜定休）。
- 所在地・アクセス：南葛西七丁目。葛西駅よりバス（都バス）なぎさニュータウン前下車。

また、フラワーガーデンからなぎさ公園まで園内を周遊するパノラマシャトルが運行されている（大人200円、小学生100円、幼児と65歳以上は無料）。
- 魔法の文学館

緩やかな丘の中腹に佇む純白の外観が特徴。『魔女の宅急便』の舞台「コリコの町」から着想を得たいちご色で統一された世界が広がる館内において、世界の児童書や絵本が用意されている。そのほか、シアターやギャラリー、角野さんのアトリエをイメージした展示品を取り揃え、旧江戸川を一望できる見晴らしの良いカフェやミュージアムショップなどが備わり、館内は見どころが多い。

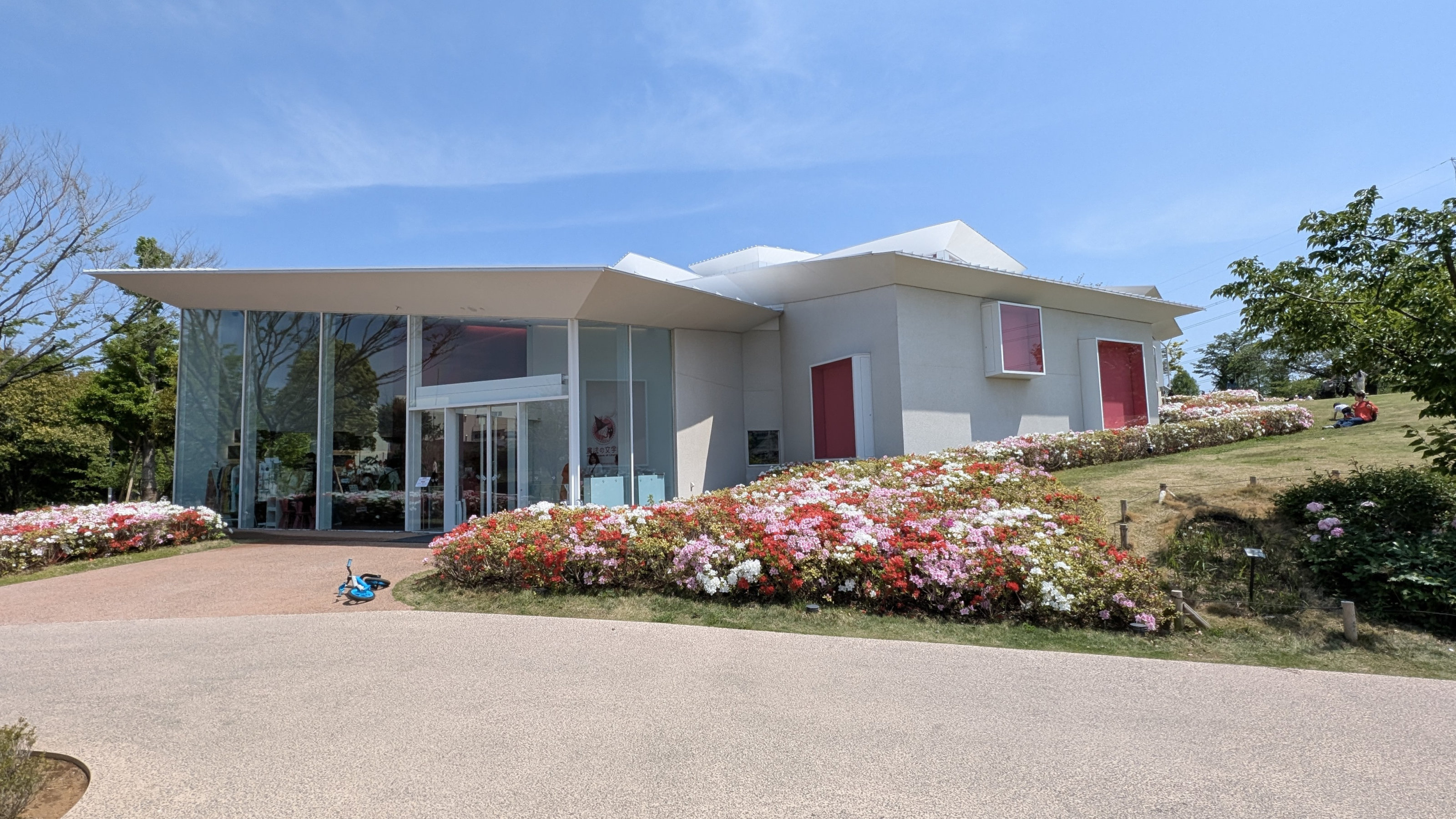
魔法の文学館入り口
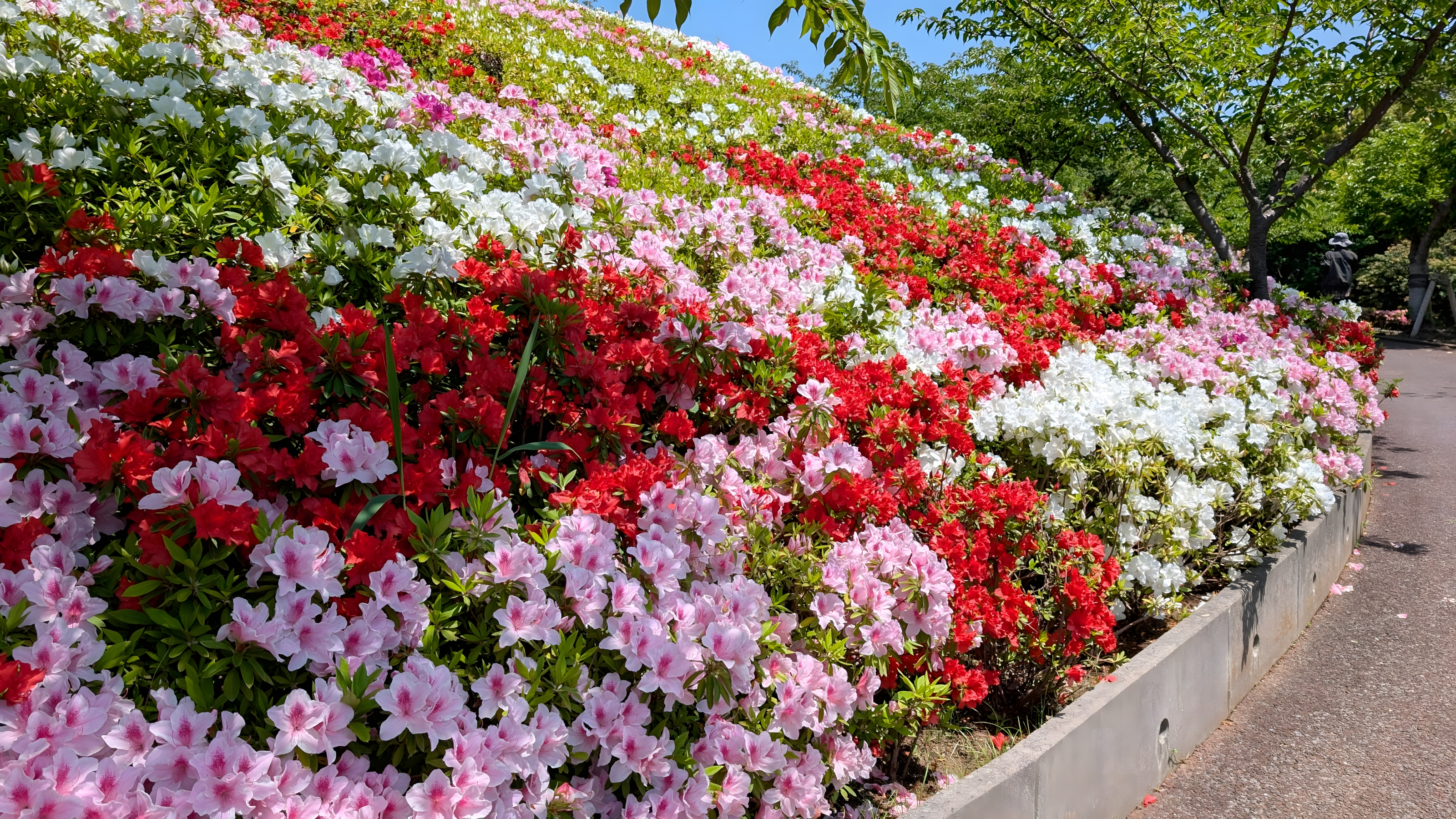
つつじ園(南側)
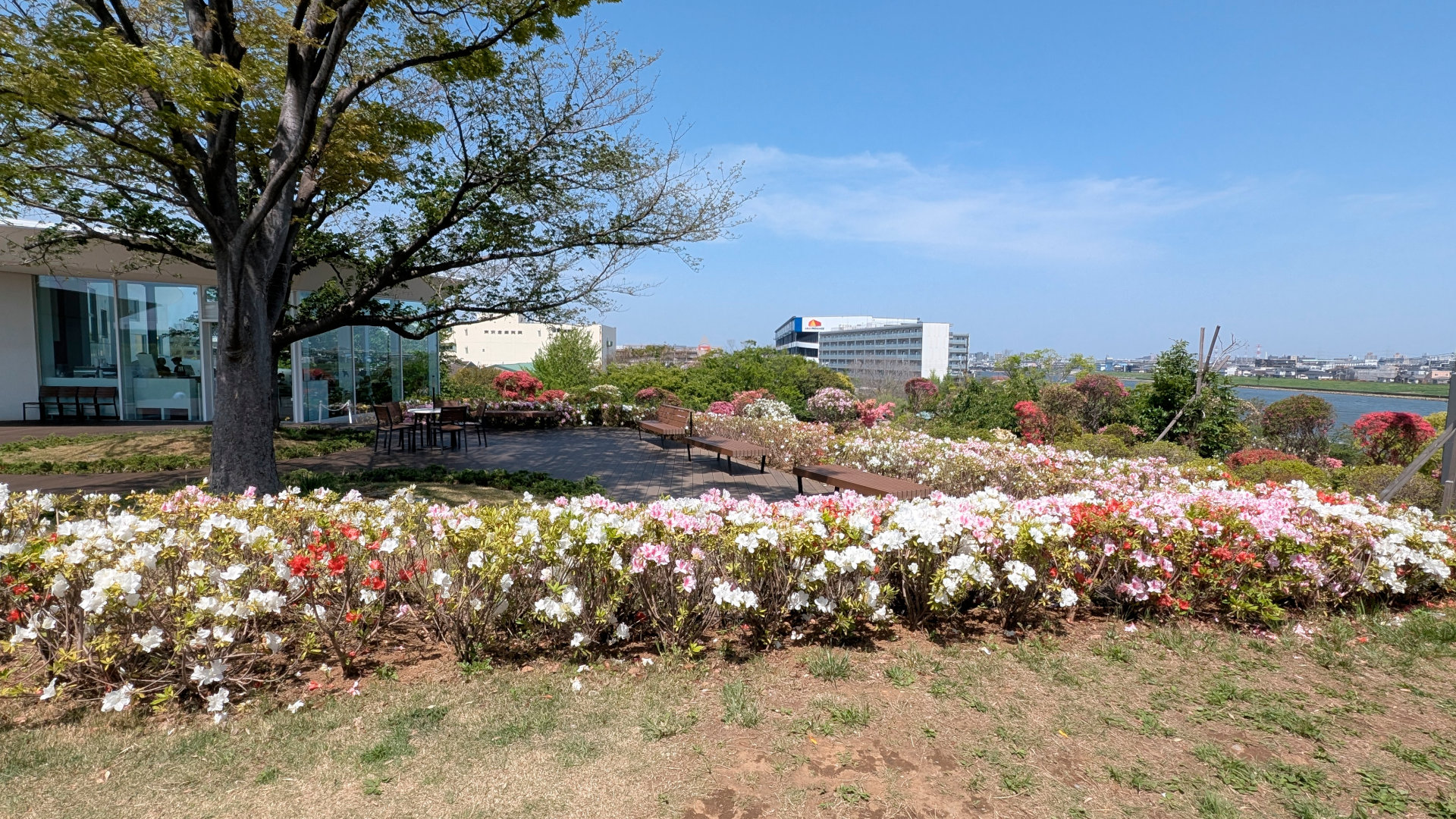
展望の丘・眼下に旧江戸川
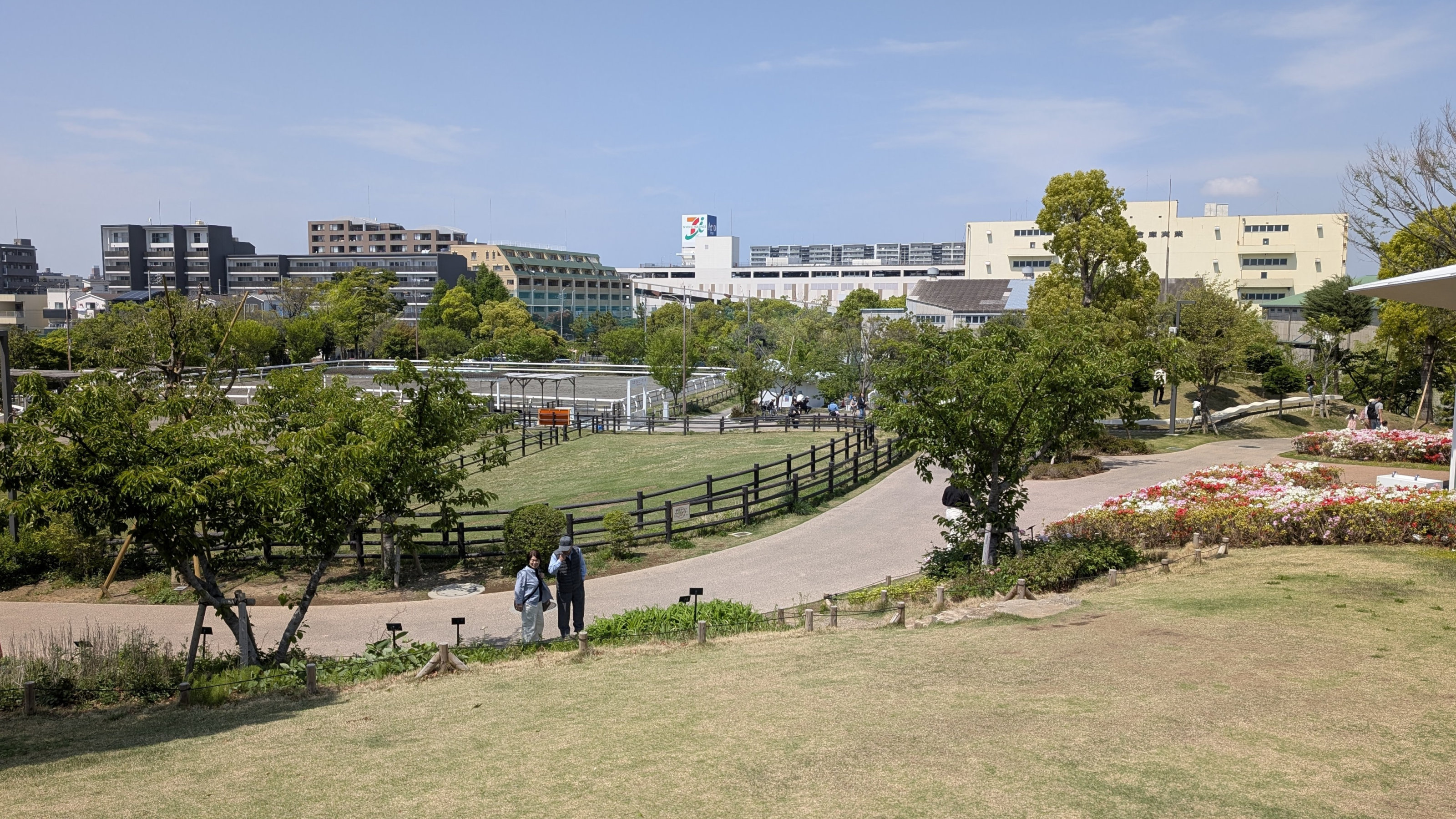
なぎさポニーランドを見下ろす

### ギャラリー

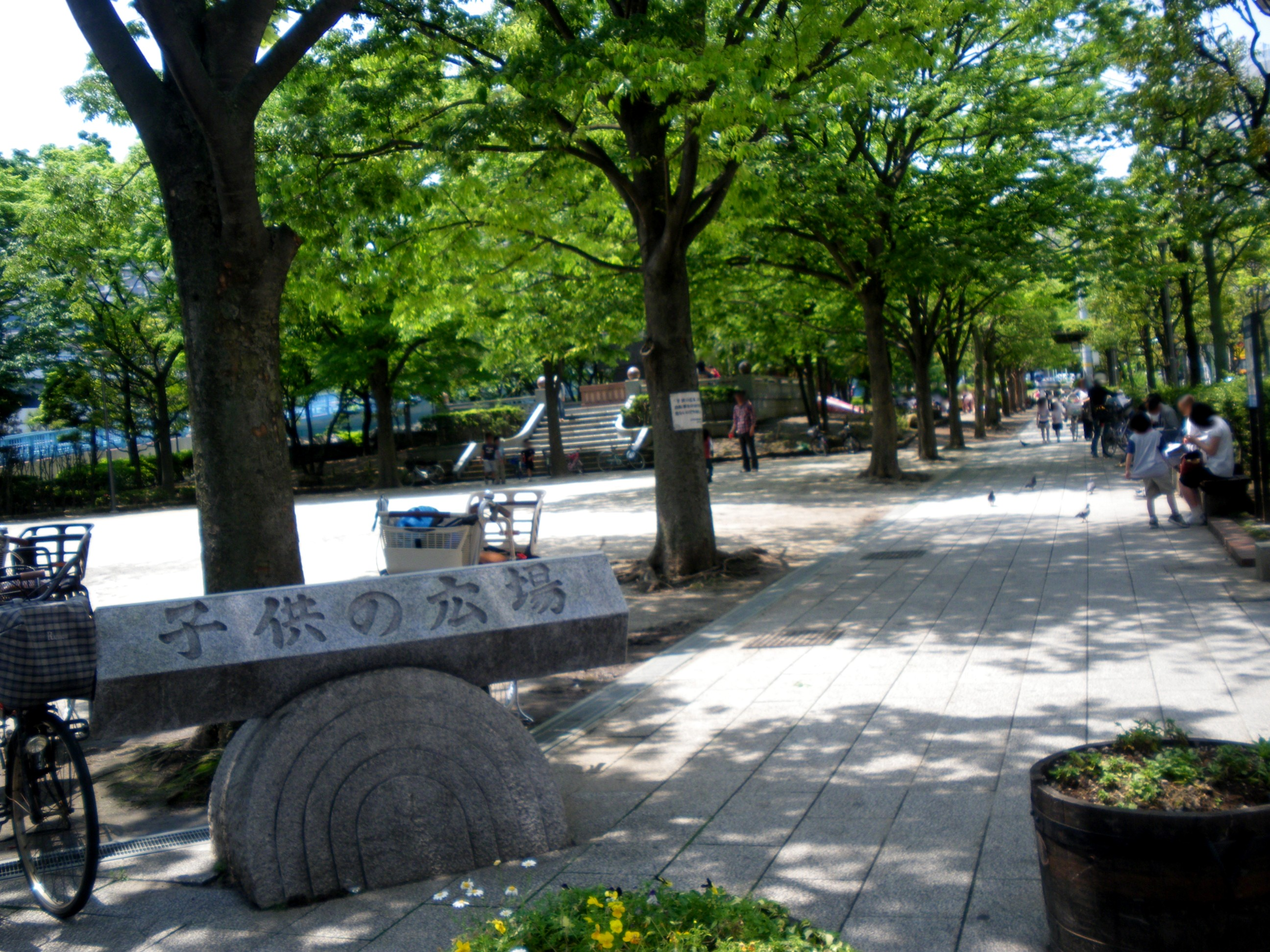
子どもの広場
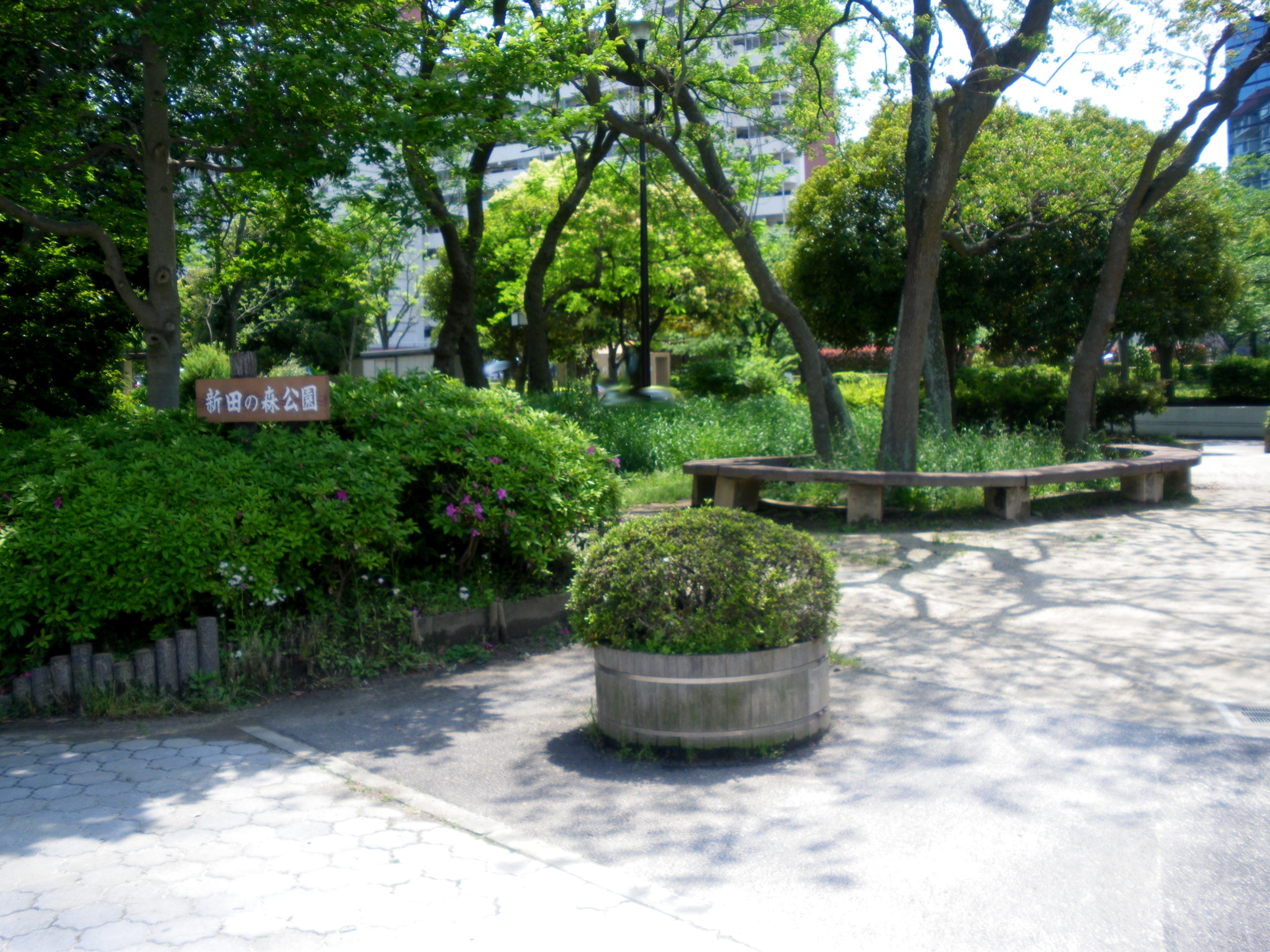
新田の森公園
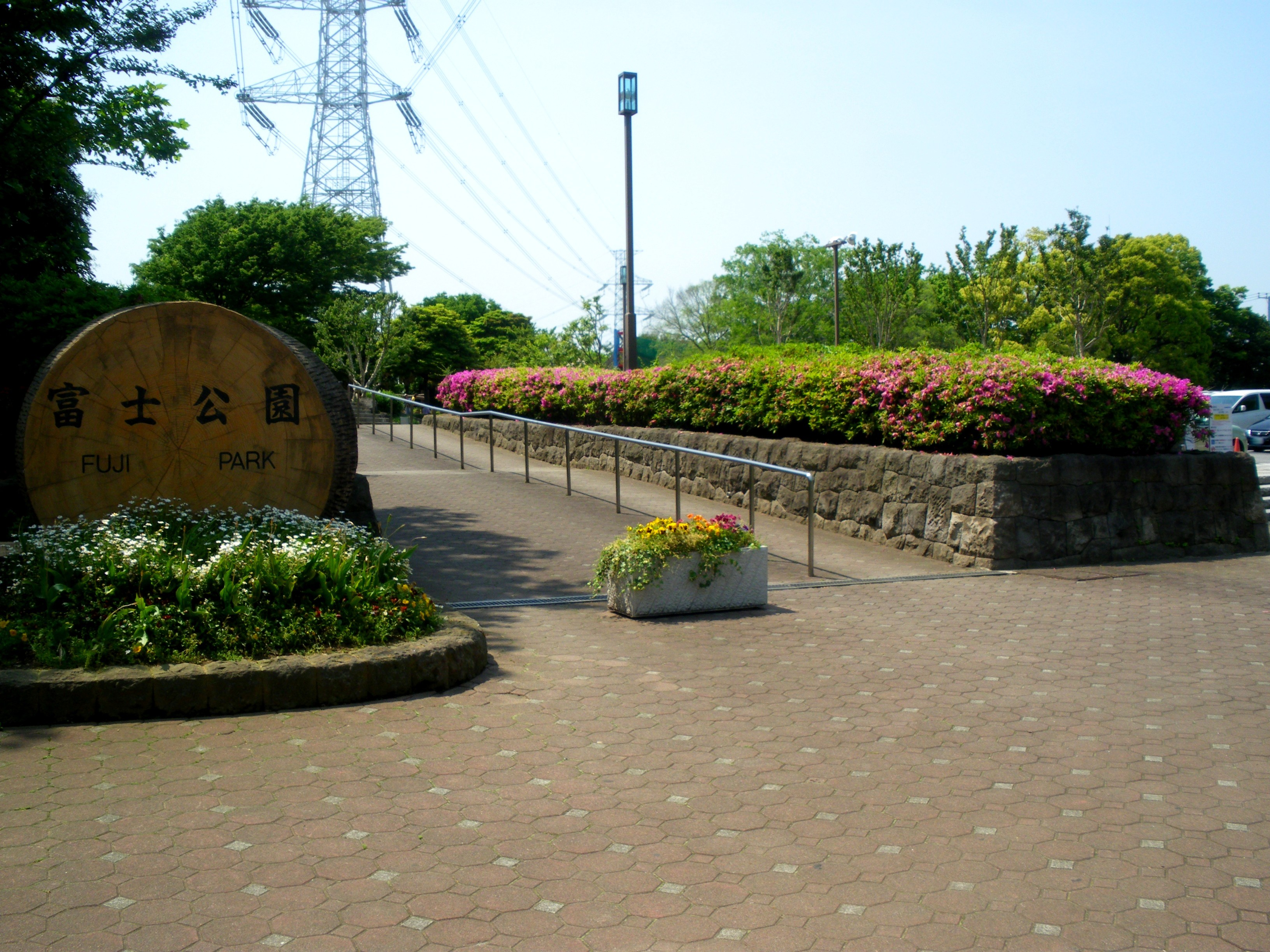
富士公園
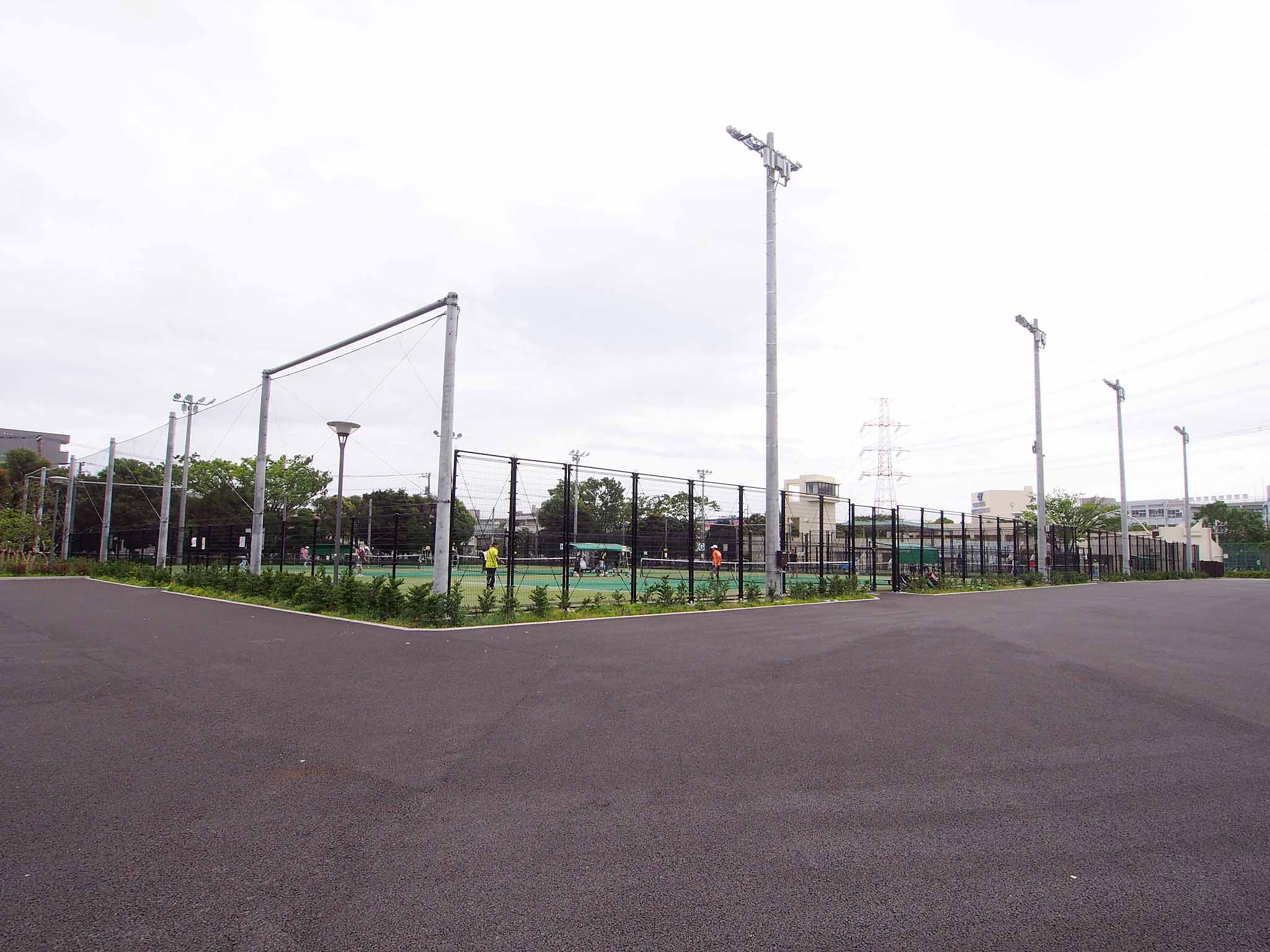
葛西防災公園（テニスコート）

## データ
- 総面積:215,549.45m2
- 開園:1983年4月より順次

## アクセスなど
- 交通:東京地下鉄東西線・西葛西駅・葛西駅より徒歩か、両駅よりバス利用になる（各節を参照）。子どもの広場からプールガーデンまでのエリアは、主に西葛西駅からの利用になり、南葛西少年野球場からなぎさ公園までのエリアは、主に葛西駅または京葉線・葛西臨海公園駅からの利用になる。東西3キロにも及ぶので、目的の場所により最寄り駅が異なる。
- 開園時間:常時開園。スポーツ施設の利用、パノラマシャトルの運行、ポニーへの乗馬は深夜・早朝は不可。
- 駐車場:あり（有料）
- 利用料金:入園は無料。ただし諸施設の利用は予約が必要な場合や、有料の場合がある。